# ميخائيل هان
ميخائيل هان (بالإنجليزية: George Michael Hahn) هو محامي وشخصية أعمال وقاضي وسياسي أمريكي، ولد في 24 نوفمبر 1830 في ألمانيا، وتوفي في 15 مارس 1886 في واشنطن العاصمة في الولايات المتحدة. حزبياً، نشط في حزب الوحدة الوطنية ‏ والحزب الجمهوري والحزب الديمقراطي.

## مناصب
- انتخب حاكم لويزيانا [الإنجليزية]‏ (4 مارس 1864 – 4 مارس 1865).
- انتخب عضو مجلس نواب لويزيانا.
- انتخب عضو مجلس النواب الأمريكي.
- انتخب عضو مجلس الشيوخ الأمريكي.